# Philippe Milanta
 (septembre 2013).
Philippe Milanta (né le 30 mars 1963 à Marseille) est un pianiste, organiste, compositeur et arrangeur français de jazz.

## Biographie
De 1976 à 1987, il joue dans diverses formations dans la région de Marseille dont celle de Lionel Belmondo et Stéphane Belmondo. Il s'installe à Paris en 1987. Il forme son propre trio (piano, contrebasse, batterie) en 1989 et parallèlement est aussi le pianiste attitré de nombreuses formations de jazz notamment celles de Guy Lafitte, Gérard Badini, Spanky Wilson, Laurent Mignard et Glenn Ferris.
Il accompagne également de nombreux artistes en France ou dans d'autres pays en concerts ou enregistrements tels que André Ceccarelli, Buster Cooper, Ted Curson, Kenny Davern, Jesse Davis, Wild Bill Davis, Teddy Edwards, Scott Hamilton, Duffy Jackson, Plas Johnson, Barney Kessel, Didier Lockwood, Jean-Loup Longnon, Claude Luter, Turk Mauro, Rick Margitza, Don Menza, Joe Newman, Maxim Saury, Jeffery Smith, Louis Smith, Terell Stafford, Lew Tabackin, Warren Vaché, Bob Wilber, Cassandra Wilson, Joe Lee Wilson.

## Distinction
En 1996, il obtient le prix Sidney Bechet de l'Académie du Jazz. Cette dernière lui décerne le Prix Jazz Classique 2015 ainsi qu'à André Villéger pour leur CD "For Duke And Paul".

## Discographie
- Turk Mauro Plays "Love Songs" (CD avec Turk Mauro, 1989, Bloomdido)
- Mister Swing Meets Claude Debussy (CD avec Gérard Badini Super Swing Machine, 1991, Mantra)
- Singin' and Swingin' (CD avec Spanky Wilson, 1991, Big Blue Records)
- Jazzy (CD avec Nicole Croisille et Gérard Badini Super Swing Machine, 1992, Flarenasch)
- Almost Cried (CD avec François Biensan Septet, 1994, Jazz aux Remparts)
- Gittin' in the Groove (CD avec son Trio, 1995, Jazz aux Remparts)
- De Basin Street à Saint Germain des Prés (CD avec Stan Laferrière, 1996, Djaz Records)
- Duffy Jackson's French Connection (CD avec Duffy Jackson, 1997, Mastermix Music)
- Featuring Al Casey & Bubba Brooks / Live during a French tour (CD avec Michel Pastre Septet, Al Casey et Bubba Brooks, 1999, Djaz Records)
- Duke Ellington and Billy Strayhorn's Sound of Love (CD en duo avec André Villéger, 1999, Jazz aux Remparts)
- Things Are Getting Better (CD avec Spanky Wilson et son propre Trio, 1999, Jazz aux Remparts)
- Wild?... (CD avec son Trio, 2000, Djaz Records)
- Basic Tenors (CD avec Claude Tissendier Quintet, 2000, Djaz Records)
- Live in Paris (CD avec François Laudet Big Band, 2001, Black & Blue)
- Three Tenor Session (CD avec Claude Tissendier et Teddy Edwards, 2002, Djaz Records)
- Nospherantâ (CD avec son Trio, 2002, Jazz aux Remparts)
- Skin Me! (CD avec Glenn Ferris, 2004, Naïve)
- X Actimo ! (CD avec Glenn Ferris, 2005, Naïve)
- Jazzin' Brassens (CD avec François Biensan Octet, 2006, autoproduction)
- Song song song (CD avec Mariannick Saint-Céran, 2008, autoproduction)
- The Song of Delilah (CD avec Claire-Lise Vincent, 2008, Black & Blue Records)
- Duke Ellington is alive (CD avec Laurent Mignard Duke Orchestra, 2009, Juste une Trace)
- Battle Royal (CD avec Laurent Mignard Duke Orchestra et Michel Pastre Big Band, 2011, Columbia / Sony Music / Juste une Trace)
- Ellington French Touch (CD avec Laurent Mignard Duke Orchestra, 2011, Juste une Trace / Sony Music)
- Duke Ellington Sacred Concert (CD+DVD avec Laurent Mignard Duke Orchestra, 2014, Juste une Trace / Duke Festival / L'Agence Musicale)
- For Maxim / A Jazz Love Story (CD+LP avec Julie Saury, 2015, Black & Blue)
- For Duke And Paul (CD en duo avec André Villéger, 2015, Camille Productions)
- Swingin' Bolling (CD avec Claude Tissendier, 2016, Black & Blue)
- Strictly Strayhorn (CD en trio avec André Villéger et Thomas Bramerie, 2016, Camille Productions)
- 60 Ans ! (CD avec Claude Bolling Big Band, 2016, Frémeaux & Associés)
- Jazzy Poppins (CD avec Laurent Mignard Duke Orchestra, 2018)
- Wash (CD en piano solo, 2018, Camille Productions)
- 1,2,3,4! (CD en solo, duo, trio, quartet, 2020, Camille Productions)